# جیل پارکر-همرزلی-شرلی

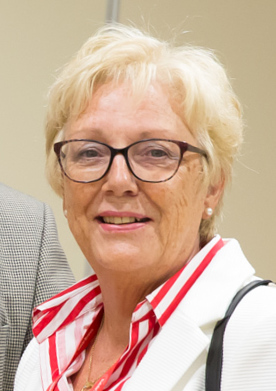
جیل پارکر-همرزلی-شرلی / ۲۰۱۷

جیل پارکر-همرزلی-شرلی (انگلیسی: Jill Parker-Hammersley-Shirley؛ زادهٔ ) یک بازیکن تنیس روی میز اهل بریتانیا است. 
وی در مسابقات کشوری و بین‌المللی در مجموع برنده ۲ مدال طلا، ۴ مدال نقره، ۳ مدال برنز شده‌است.